# Contemporary African Photography Prize
Contemporary African Photography Prize, také známá jako CAP Prize, je každoroční mezinárodní cena udělovaná pěti fotografům za práci vytvořenou na africkém kontinentu nebo se zabývají africkou diasporou. Založil ji v roce 2012 Benjamin Fügliste a do roku 2016 nesla název POPCAP. Několik let působil jako porotce v soutěži súdánský fotograf Ala Kheir .

## Vítězové
- POPCAP 2014[4]
  - Joana Choumali za Hââbré, The last Generation
  - Ilan Godfrey za Legacy of the Mine
  - Léonard Pongo za The Uncanny
  - Anoek Steketee a Eefje Blankevoort za Love Radio
  - Patrick Willocq za I am Walé Respect Me

- CAP Prize 2018[5][6]
  - Yassine Alaoui Ismaili za Casablanca Not the Movie
  - Paul Botes za Marikana - The Aftermath
  - Anna Boyiazis za Finding Freedom in the Water
  - Tommaso Fiscaletti a Nic Grobler za Hemelliggaam or The Attempt to be Here Now
  - Phumzile Khanyile za Plastic Crowns
  - nominace: Ishola Akpo

- CAP Prize 2021[7]
  - Aàdesokan
  - Katel Delia
  - Jason Florio
  - Fabrice Monteiro
  - Joseph Obanubi

- CAP Prize 2022[8]
  - Amina Kadous za White Gold
  - Remofiloe Nomandla Mayisela za Lip Service
  - Lee-Ann Olwage za Kakenya's Dream
  - Mahefa Dimbiniaina Randrianarivelo za Sarotava
  - Pamela Tulizo za Double identité

- CAP Prize 2023[9][10][11]
  - Nadia Ettwein za Hond
  - Yassmin Forte za This is a story about my family
  - Maheder Haileselassie za Between Yesterday and Tomorrow
  - Carlos Idun-Tawiah za Sunday Special
  - Léonard Pongo za Primordial Earth